# Herbal Viagra

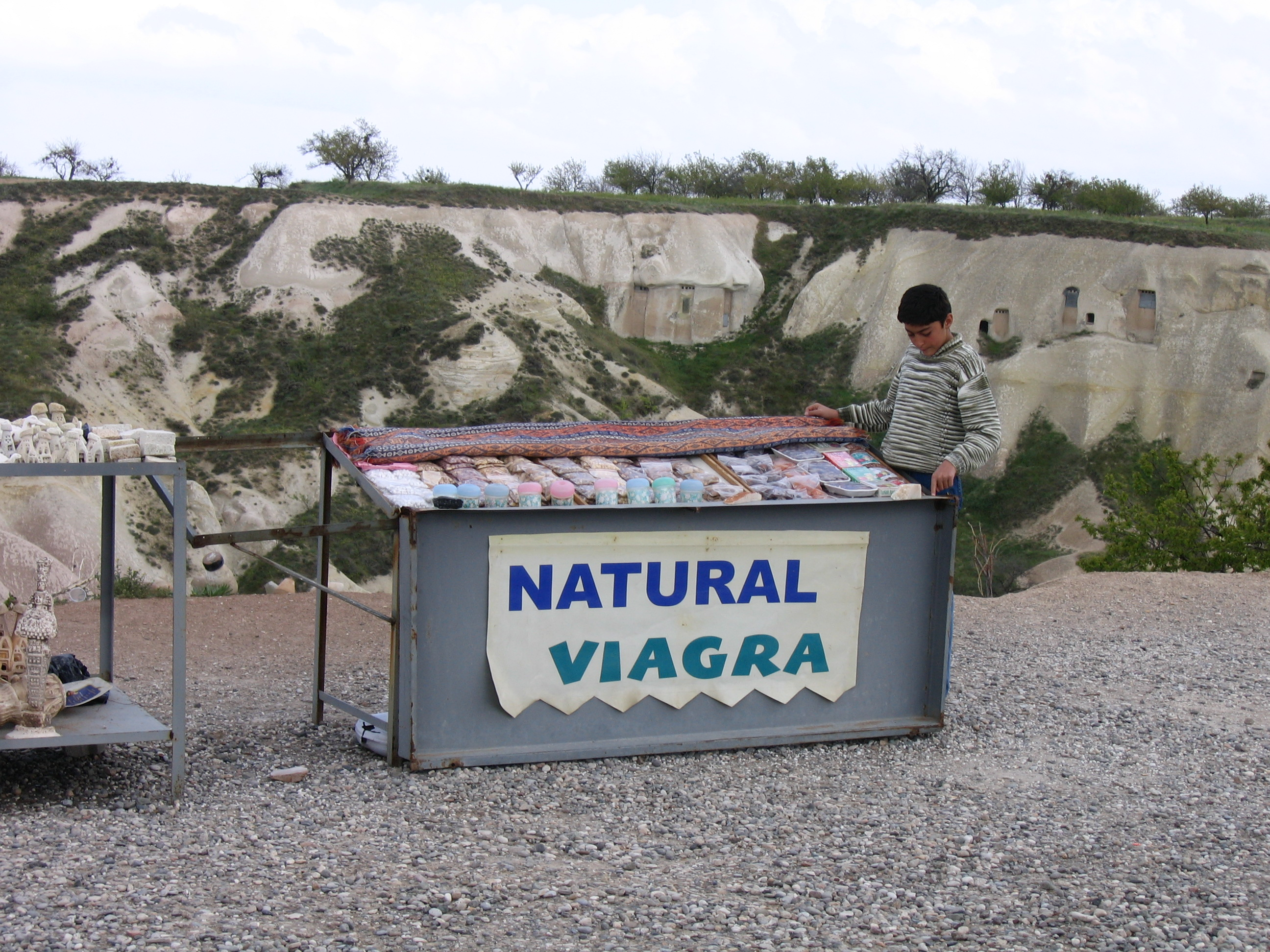
Una versió local de Viagra a la venda a Turquia.

Viagra herbaci és el nom que es pot donar a qualsevol producte fitoterapèutic que tracti la disfunció erèctil. El nom viagra herbaci s'inspira del nom comercial de la Viagra, sota el qual la companyia farmacèutica Pfizer ven el citrat de sildenafil, un medicament pel tractament de la disfunció erèctil. Viagra ha esdevingut una nom genèric per a moltes persones per a medicaments per al tractament de la disfunció erèctil,fins i tot les que no contenen cap sildenafil.
L'octubre de 2015 el jugador de bàsquet Lamar Odom va haver de ser internat en estat molt greu per haver ingerir Viagra herbaci, junt altres substàncies, durant una orgia.
Hi ha molts productes vegetals que anuncien un efecte en la disfunció erèctil. Les plantes més populars són l'epimedium, Turnera diffusa (damiana), ginseng, ginkgo, Pausinystalia johimbe (yohimbe), Serenoa repens (saw palmetto), Lepidium meyenii (maca), Muira puama, i Tribulus terrestris. No hi ha estudis clínics que en proven l'efectivitat. Alguns productes contindrien un «ingredient ocult que és una droga».
Les viagres vegetals, malgrat el nom, normalment no contenen citrat de sildenafil.
Les viagres herbacis sovint comporten perillosos efectes secundaris com una anormal hipotensió. Algunes preparacions poden ser tòxiques a dosis elevades.
La viagra vegetal es ven sobretot per internet sovint amb un control de qualitat mediocre o inexistent.